# Sphenoptera aequalis
Sphenoptera aequalis es una especie de escarabajo del género Sphenoptera, familia Buprestidae. Fue descrita científicamente por Kerremans en 1913.

## Distribución
Habita en la región afrotropical.